# Снежа (притока Полиста)
Снежа (рус. Снежа) река је на северозападу европског дела Руске Федерације. Протиче преко преко територија Волотовског и Староруског рејона на западу Новгородске области. Лева је притока реке Полист у коју се улива код града Стараја Руса, те део басена реке Неве и Балтичког мора.
Свој ток започиње у мочварном подручју атара села Жизлино на југу Волотовског рејона. Укупна дужина водотока је 68 km, док је површина сливног подручја око 302 km².